# Haemogregarina bettencourti
Haemogregarina bettencourti is een soort in de taxonomische indeling van de Myzozoa, een stam van microscopische parasitaire dieren. Het organisme komt uit het geslacht Haemogregarina en behoort tot de familie Haemogregarinidae. Haemogregarina bettencourti werd in 1908 ontdekt door França.